# Hapsu
Hapsu – wieś w Estonii, w prowincji Võru, w gminie Rõuge.